# 国际机场 (电影)
《国际机场》（英語：Airport）是一部1970年的美国电影。该片由乔治·希顿根据阿瑟·海利1968年的同名小说改编为剧本并执导，制片人罗斯·亨特为影片的拍摄给出了高达一千万美元的预算，这在当时已经可以算是非常高成本的投入了，不过影片也没有让人失望，在美国本土上映的票房收入突破1亿美元。
本片群星荟萃，主要演员包括伯特·兰卡斯特、迪恩·马丁、珍·茜宝、杰奎琳·比塞特、乔治·肯尼迪、海伦·海丝、凡·赫夫林、玛伦·斯塔普莱顿、巴瑞·尼尔森、达娜·温特等。影片的主要故事情节发生在一个位于芝加哥附近，名叫林肯国际机场的虚构机场中。这是凡·赫夫林出演的最后一部电影，同时也是著名作曲家阿尔弗雷德·纽曼作曲的最后一部电影。
《国际机场》超越了1960年的电影《斯巴达克斯》（"Spartacus"，又译《风云群英会》/《万夫莫敌》），成为环球影业当时最赚钱的电影。在第43届学院奖角逐中，本片获得10项提名，最终为海伦·海丝获得了女配角奖。
《国际机场》可以认为是上世纪70年代灾难片的鼻祖，它树立了“将灾难和历险融合到微观情景剧中”这一类型电影的榜样。

## 剧情
林肯機場在暴風雪中遇上了麻煩，環球45號班機滑出29號滑行道，困在雪堆中。而機場內，工作人員正如往常的辛勤工作，機場經理Mel Bakersfeld（伯特·兰卡斯特飾）忙著處理預算短缺的機場事務，一面被行政長官（Larry Gates飾）施壓關閉機場，應付居民抗議；一面被Mel的妻子（Dana Wynter飾）強迫離開工作崗位參加慈善晚宴，而與妻子感情名存實亡的經理跟客戶關係經理Tanya Livingston（Jean Seberg飾）有著若有似無的情愫。而Mel為了處理暴風雪，把在家休息的厲害技師Joe Patroni（George Kennedy飾）半夜挖來處理飛機，希望趕緊清出29號滑行道。
Mel的妹妹Sarah Demerest（Barbara Hale飾）也來到機場，Sarah的老公機長Vernon Demerest（Dean Martin飾）跟Mel因長期的機場事務而不合。而機長Vernon則跟貌美的空姐Gwen Meighen（Jacqueline Bisset飾）有外遇關係。
另外，逃票常客Ada Quonsett老婆婆（海伦·海丝飾）被抓到了，客戶關係經理Tanya和經理Mel機智的打探Ada的逃票方法；並且叫工作人員Peter Coakley（John Findlater飾）守著老婆婆。但老婆婆狡猾的躲過Peter的看守，前往搭了飛機。
而在另一角落，D. O. Guerrero（Maureen Stapleton飾）已經因經濟壓力走投無路，向妻子Inez Guerrero（Maureen Stapleton飾）表示將到威斯康辛州的密爾瓦基出差，但實際上則是準備在飛機上引爆炸彈。妻子回家發現老公買了飛往羅馬的機票，便忡忡趕往機場。
接著，機長Vernon、Anson Harris（Barry Nelson飾）與Gwen等空姐，載著老婆婆Ada和炸彈客D. O. Guerrero等乘客，開著全球航空2號班機，飛離林肯機場前往羅馬，一場空難風暴即將來臨......

## 演员
- 伯特·兰卡斯特饰Mel Bakersfeld，芝加哥附近林肯国际机场（片中虚构的机场）的经理
- 迪恩·马丁饰Vernon Demerest，全球航空公司美国联邦航空管理局飞行检查领队
- 珍·茜宝饰Tanya Livingston，全球航空公司客户关系经理
- 杰奎琳·比塞特饰Gwen Meighen，全球航空公司"Golden Argosy"首席空中小姐
- 乔治·肯尼迪饰Joe Patroni，林肯国际机场环球航空公司首席技师
- 海伦·海丝饰Ada Quonsett夫人，打算不买票坐飞车的偷渡高手
- 凡·赫夫林饰D. O. Guerrero，事业无望而决定带炸弹上飞机，希望丧生后有保险公司的赔偿金可以让妻子将来生活有着落的包工头
- 玛伦·斯塔普莱顿饰Inez Guerrero，包工头D.O. Guerrero的妻子
- 巴瑞·尼尔森饰Anson Harris，全球航空公司航线领队
- 达娜·温特饰Cindy Bakersfeld，Mel Bakersfeld的妻子

## 制作
影片的大部分拍摄工作都是在明尼阿波利斯－圣保罗国际机场进行的。该机场至今仍然保留有一个显示屏上显示着这部电影中的一些从该机场取景的剧照，上面还显示着这样的文字：“明尼苏达州传奇性的冬季吸引好莱坞于1969年来到这里拍摄电影《国际机场》，可是当影片真的开拍时，天气却一直很顽固地保持晴朗，没办法，导演只有用塑料做的“雪”来达到所需要的效果。”
整个电影拍摄期间只动用了一架波音707：N324F，这架707-349C班机是从飞虎航空公司租来的，机尾上涂上了片中虚构的“全球航空公司”（Trans Global Airlines，简称TGA）的标志，机身也做了处理来遮挡其裸露的金属部分。1989年3月21日，这架飞机在运货到达巴西圣保罗/瓜鲁柳斯－安德烈·弗朗哥·蒙托罗州长国际机场时，由于降落时速度过快，而在距编号为09R的机场跑道约两公里处坠毁。这一事故导致25人死亡，其中3人为机组人员，22人为地面人员，另外还有超过100名地面人员受伤。

## 反响

### 票房
《国际机场》于1970年3月5日发行上映，售出电影票6611万1300张，票房收入高达1亿零48万9151美元，考虑通货膨胀因素则相当于2013年的5亿3219万5800美元，在历史上所有电影中名列第43位。

### 评论
《综艺》杂志介绍这部电影为“根据阿瑟·米勒同名小说改编，罗斯·亨特担任制作人，演员表中的明星名单就像是机场跑道那么长，乔治·希顿改编剧本并亲自执导的一部表面光鲜但却华而不实的电影。”“《国际机场》就像是用一大堆明星和高达一千万美元的成本，堆砌成昔日所有能代表成功电影的名字们共同的墓志铭”。并且影片情节上也“没有任何悬念，因为观众都知道接下来会发生些什么。”
现代的电影评论家则大多给予影片严厉的批准，而对该片最为宽厚的评价则主要称赞了影片对灾难片类型电影所产生的影响等。
伯特·兰卡斯特本人很不喜欢这部电影，称其为“电影史上最大的一堆垃圾”。

## 获奖与提名

### 获奖
- 第43届学院奖
  - 女配角：海伦·海丝
- 第28届金球奖：
  - 最佳电影女配角：玛伦·斯塔普莱顿（与《五支歌（英语：Five Easy Pieces）》中的凯伦·布莱克并列获奖）
- 桂冠獎：
  - 最佳女配角表演：海伦·海丝
  - 金卷轴奖（英语：Motion Picture Sound Editors）最佳电影音效剪辑奖

### 提名
- 第28届金球奖：
  - 最佳影片（正剧类）
  - 最佳原创配乐
  - 最佳电影男配角：乔治·肯尼迪
- 第43届学院奖[13]：
  - 最佳影片
  - 原著改编
  - 女配角：玛伦·斯塔普莱顿
  - 艺术指导
  - 摄影
  - 服装设计
  - 剪辑
  - 原创配乐（非音乐剧类）
  - 音效
- 第24届英国电影学院奖：
  - 最佳女配角：玛伦·斯塔普莱顿
- 桂冠奖：
  - 最佳影片
  - 最佳男配角表演：乔治·肯尼迪
  - 最佳作曲
- 美国编剧工会奖：
  - 最佳改编剧本
- 1971年格莱美奖：
  - 最佳影视媒体作品配乐专辑
- 美国电影剪辑奖：
  - 最佳电影剪辑

## 配乐
《国际机场》是著名作曲家、电影配乐大师阿尔弗雷德·纽曼谱曲的最后一部电影。由于健康状况的恶化，阿尔弗雷德为影片作曲后已经无法再继续进行指挥乐队演奏和录制、修订等后续工作，不得不由斯坦利·威尔森作部分代劳。阿尔弗雷德于1970年2月17日去世，没能等到本片上映，他也因本片获得了第43届学院奖原创配乐奖（正剧类）提名，这也是他的第45个也是最后一个提名，这一数字至今也只有华特迪士尼和约翰·威廉斯得以超过，而且他共9次获学院奖，仅次于华特迪士尼（26次）。

## 原声带
- 本片原声带中由维尼·贝尔（英语：Vincent Bell）演奏的曲目《国际机场爱情主题》（"Airport Love Theme"）一度登上了美国公告牌百强单曲榜第31名的位置，并且在当代成人（英语：Adult Contemporary (chart)）上保持亚军位置达三个星期[14]。

原声带曲目列表
1. Airport (Main Title) (3分11秒)
2. Airport Love Theme (3分30秒)
3. Inez' Theme (1分29秒)
4. Guerrero's Goodbye (2分37秒)
5. Ada Quonsett, Stowaway (1分26秒)
6. Mel And Tanya (2分27秒)
7. Airport Love Theme #2 (2分40秒)
8. Joe Patroni Plane Or Plows? (2分22秒)
9. Triangle! (3分50秒)
10. Inez-Lost Forever (1分45秒)
11. Emergency Landing! (1分38秒)
12. Airport (End Title) (2分36秒)

## 续集
《国际机场》上映后一共有过3部续集，其中前两部在商业上都获得了成功：
- 《国际机场1975（英语：Airport 1975）》（又译《75空难》，香港譯作《國際機場一九七五》[15]）
- 《国际机场1977（英语：Airport '77）》（又译《77航空港》）
- 《国际机场1979（英语：The Concorde ... Airport '79）》（又译《协和式：国际机场1979》，在英国上映时片名为《国际机场1980：协和式》-Airport '80: The Concorde）

乔治·肯尼迪是唯一一部在这四部电影中都有出場的演员，其角色从首席技师到副总指挥，又从顾问到飞行员，每一部都不一样。